# Laysanfink
Laysanfink (Telespiza cantans) är en hotad fågel i familjen finkar. Den förekommer endast på en enda, mycket liten ö i Hawaiiöarna.

## Utseende och läten
Laysanfinken är en stor (19 cm) fink med kraftig, något böjd näbb. Hanen är gul på huvud och bröst, smutsvit under och gultonat grå på rygg och övergump. Ving- och stjärtfjädrar är mörka med guldgula kanter. Hona och ungfågel liknar hanen men är gråare ovan med tunna streck på huvud och bröst, grövre streck och fläckar på ryggen och gråare fjäderkanter på vingarna. Sången är kanariefågellik, medan lätet påminner om husfinkens.

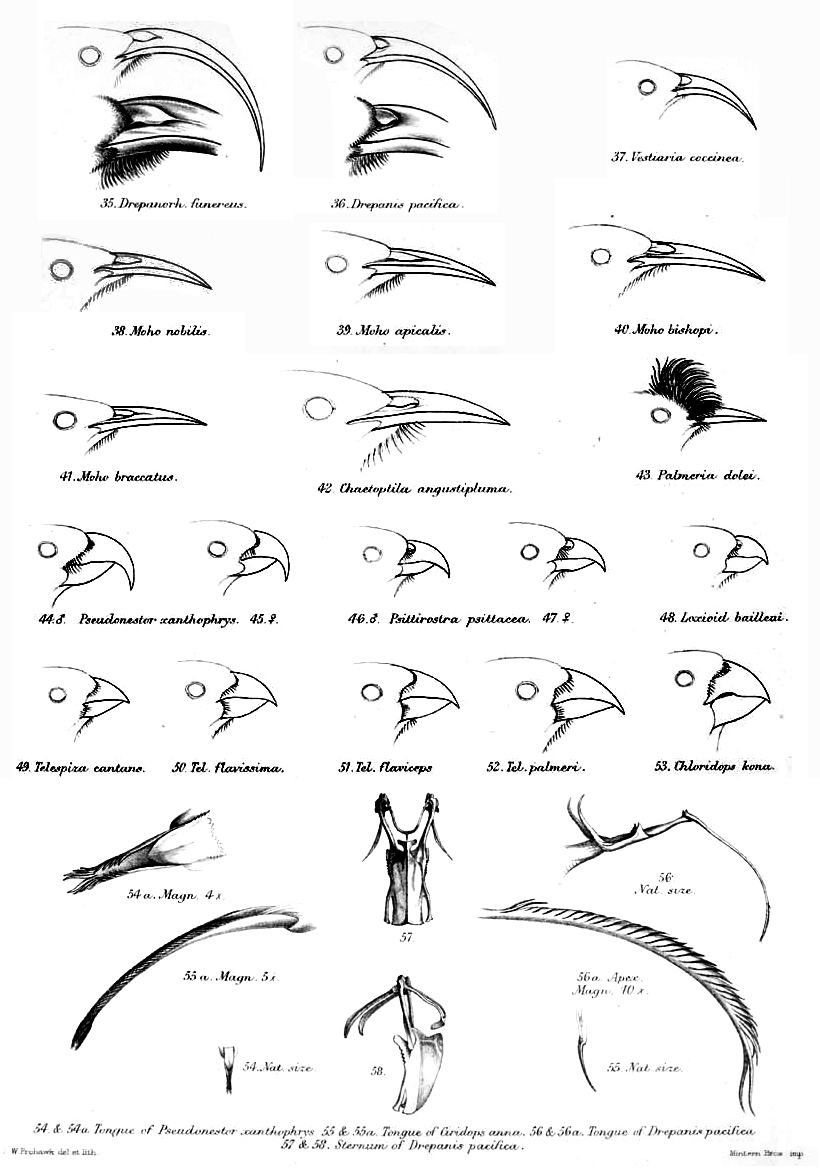
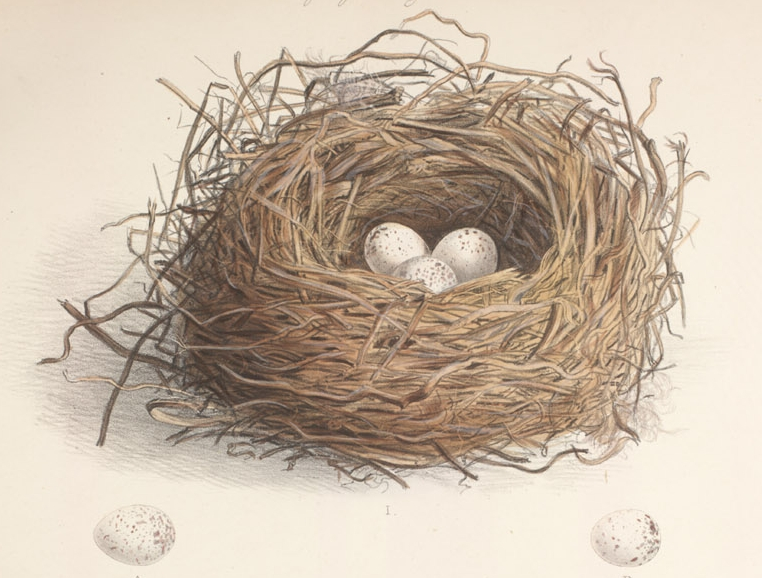

## Utbredning och status
Fågeln förekommer enbart på Laysan Island i västra Hawaiiöarna. Världspopulationen uppskattas till mellan 1500 och 7000 häckande individer. Med tanke på artens mycket begränsade utbredningsområde och därmed utsatthet för oförutsägbara händelser som stormar kategoriserar internationella naturvårdsunionen IUCN laysanfinken som sårbar.

## Släktskap
Arten tillhör en grupp med fåglar som kallas hawaiifinkar. Länge behandlades de som en egen familj. Genetiska studier visar dock att de trots ibland mycket avvikande utseende är en del av familjen finkar, närmast släkt med rosenfinkarna. Arternas ibland avvikande morfologi är en anpassning till olika ekologiska nischer i Hawaiiöarna, där andra småfåglar i stort sett saknas helt.